# Zoraida fulgans
Zoraida fulgans är en insektsart som beskrevs av Frederick Arthur Godfrey Muir 1923. Zoraida fulgans ingår i släktet Zoraida och familjen Derbidae. Inga underarter finns listade i Catalogue of Life.